# Johan Benjamin William Bolomeij
Johan Benjamin William Bolomeij (Gorinchem, 31 maart 1877 – Haarlem, 24 november 1954) was burgemeester van Ameland van 1906 tot 1942. 
Hij werd op 1 juli 1942 ontslagen en de maand daarna opgevolgd door NSB burgemeester Bouk Bakker. Hij was gehuwd met de van Ameland afkomstige Lemke Postma (Nes, 1892 - Leeuwarden, 1972). Onder Bolomeij's burgemeesterschap veranderde het eiland van een sterk geïsoleerde gemeenschap in een eiland met veel toeristische activiteit. Hij en zijn vrouw zijn begraven op de algemene begraafplaats te Nes. Er is in het dorp Nes een straat naar hem vernoemd, de Burgemeester Bolomeijweg.